# Oberwachtmeister
Oberwachtmeister, abgeleitet vom Wortstamm Wachtmeister, war im deutschsprachigen Raum verbreitet als Dienstgradbezeichnung des Oberfeldwebels beispielsweise von Kavallerie und Artillerie; ist aber noch gegenwärtig gebräuchlich im Bundesheer Österreichs und der Schweizer Armee, bis hin zur Päpstlichen Schweizergarde und findet zudem Anwendung bei Beamten u. a. von Polizei , Justiz, Zolldienst und Grenzschutz.

## Militär

### Österreich
Der Dienstgrad Oberwachtmeister (OWm) wurde 1965 im Österreichischen Bundesheer eingeführt. Er wird, wie der Wachtmeister, als Gruppenführer eingesetzt (Verwendungsgruppe M BUO 2 / Berufsunteroffizier bzw. M ZUO 2 / Zeitunteroffizier). Gemäß den Standards des NATO Rank Class Systems entsprechen ihm die Bundeswehrdienstgrade Feldwebel und Oberfeldwebel (NATO-Code: OR-6).
| Niedrigerer Dienstgrad Wachtmeister                                                                                  | Dienstgrad Oberwachtmeister | Höherer Dienstgrad Stabswachtmeister |
| Einordnung: Rekruten – Chargen – Unteroffiziere – Offiziere Alle Dienstgrade auf einen Blick: Bundesheer-Dienstgrade |                             |                                      |

### Schweiz
In der Schweizer Armee gibt es den Oberwachtmeister (Abk.: Obwm) seit 1. Januar 2004. Diesen Grad bekleidet der Zugführer-Stellvertreter. Diese Funktion erfordert neu eine Zusatzausbildung, die über diejenige des Gruppenführers hinausgeht. In der Regel ist dieser Grad aber auch ein Übergangsrang zum Leutnant und wird während des praktischen Dienstes getragen. In Auslandseinsätzen wird er als Sergeant First Class bezeichnet (SFC). NATO-Rangcode: OR-5. Das Dienstgradabzeichen zeigt bei der Schweizer Armee einen einfachen Winkel mit einem Quer liegenden Balken darunter und einem in ein Blattwerk eingefasstes Schweizerkreuz (Ordonnanzkreuz).
| Niedrigerer Grad Wachtmeister | Unteroffiziersgrad Oberwachtmeister | Höherer Grad Feldweibel |
| Einordnung: Mannschaften – Unteroffiziere – Höhere Unteroffiziere – Subalternoffiziere – Hauptleute – Stabsoffiziere – Höhere Stabsoffiziere – Oberbefehlshaber der Armee Alle Grade auf einen Blick: Grade der Schweizer Armee |                                     |                         |

### Deutschland bis 1945 und DDR

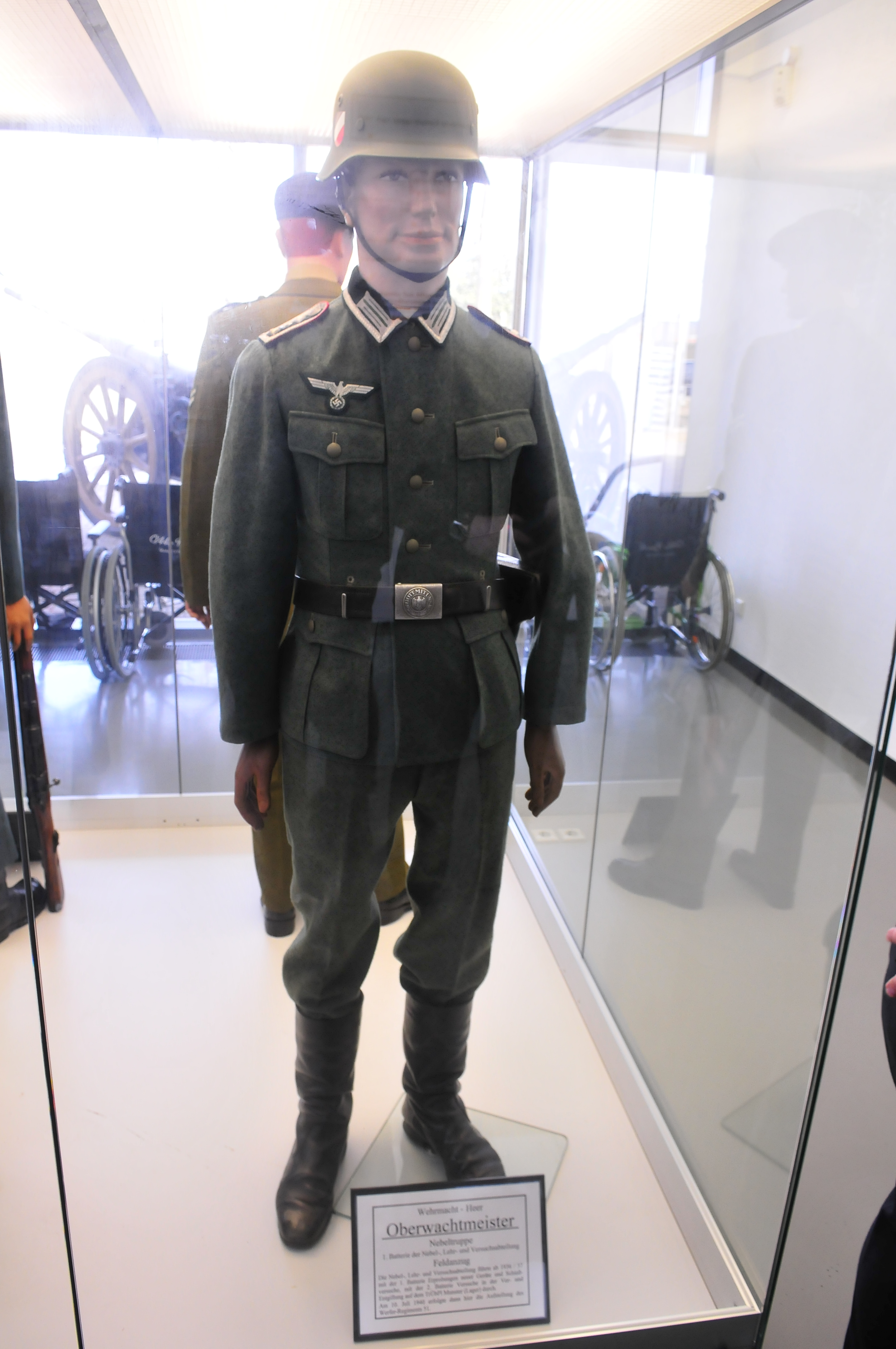
Uniform eines Oberwachtmeisters der Wehrmacht im Deutschen Panzermuseum

Der Dienstgrad Oberwachtmeister war bereits im 19. Jahrhundert in diversen Gendarmerien, Schutzmannschaften und Kommunalpolizeien der deutschen Länder verwendet worden, bis 1871 aber auch bspw. in der Württembergischen Armee. Im deutschen Militär erneut eingeführt wurde er 1920 in der Reichswehr, bei Artillerie und Kavallerie. Gleiches galt für einige Laufbahnen der Reichsmarine. In den übrigen Truppengattungen und Marinelaufbahnen entsprach ihm der Oberfeldwebel. Dies wurde in Wehrmacht und Kriegsmarine beibehalten. 
| Dienstgrad              |                                  |                          |
| niedriger: Wachtmeister | Oberwachtmeister (Oberfeldwebel) | höher: Stabswachtmeister |

In der Artillerietruppe der Nationalen Volksarmee der DDR hießen die Oberfeldwebel anfangs ebenfalls Oberwachtmeister. Gemäß der Neufassung der Dienstlaufbahnordnung vom 10. Dezember 1970, wurde dann in allen Land- und Luftstreitkräften die Bezeichnung Oberfeldwebel verbindlich. Analog galt dies für die als Hauptwachtmeister bezeichneten Kompaniefeldwebel, die nun zu Hauptfeldwebeln wurden.